# 문체
문체(文體, writing style)는 문장의 형태로 구어체, 문어체, 논문체, 서한체, 서사체, 간결체, 만연체, 강건체, 우유체, 건조체, 화려체 등으로 사용한다. 또한, 작가가 개성적인 특색을 발휘한 스타일을 가리키기도 한다. 문체론(文體論)은 언어학과 문예학의 중간 영역에 있기 때문에 다의적이어서 정의하기가 곤란하나, 기로에 의하면 '쓰는 사람 또는 이야기하는 사람의 본성이나 의도에 의해서 결정되는 표현수단의 선택에서 생기는 서술의 여러 가지의 모습'이라고 정의를 내리고 있다.

## 허구에서의 문체
허구(fiction)에서 문체 또는 스타일(style)은 작품에 드러난 작가의 고유의 표현을 뜻한다. 글에 드러난 비유와 같은 수사법적 특징이나 특정한 단어의 사용 빈도를 근거로 문체를 판단할 수 있다. 이러한 문체는 플롯, 등장인물, 주제, 설정과 함께 허구의 기본 구성 요소 중 하나로 간주된다.

## 같이 보기
- 허구
- 서사적 논픽션
- en:Show, don't tell
- 스타일 가이드

## 참고 문헌
- Marshall, Evan (1998). 《The Marshall Plan for Novel Writing》. Cincinnati, OH: Writer's Digest Books. 143–165쪽. ISBN 1-58297-062-9.
- Obstfeld, Raymond (2002). 《Fiction First Aid: Instant Remedies for Novels, Stories and Scripts》. Cincinnati, OH: Writer's Digest Books. ISBN 1-58297-117-X.
- Morrell, Jessica Page (2006). 《Between the Lines: Master the Subtle Elements of Fiction Writing》. Cincinnati, OH: Writer's Digest Books. 127쪽. ISBN 978-1-58297-393-7.
- Selgin, Peter (2007). 《By Cunning & Craft: Sound Advice and Practical Wisdom for fiction writers》. Cincinnati, OH: Writer's Digest Books. 38쪽. ISBN 978-1-58297-491-0.
- 이 문서에는 다음커뮤니케이션(현 카카오)에서 GFDL 또는 CC-SA 라이선스로 배포한 글로벌 세계대백과사전의 내용을 기초로 작성된 글이 포함되어 있습니다.